# Puolasaari (ö i Södra Savolax, S:t Michel, lat 61,27, long 26,88)
Puolasaari är en ö i Finland. Den ligger i sjön Pieni Varpusenjärvi och i kommunen Mäntyharju i den ekonomiska regionen  S:t Michel och landskapet Södra Savolax, i den södra delen av landet, 160 km nordost om huvudstaden Helsingfors. Öns area är 1,7 hektar och dess största längd är 250 meter i öst-västlig riktning.